# Elisabet av Nürnberg
Elisabet av Nürnberg, född 1358, död 1411, var drottning av Tyskland 1400-1410, gift med kung Ruprecht III av Pfalz. 